# Transplant
Transplant è una serie televisiva canadese creata da Joseph Kay e trasmessa dal 26 febbraio 2020 al 19 gennaio 2024 su CTV.

## Trama
Bashir Hamed è un giovane medico siriano emigrato in Canada; a causa del mancato riconoscimento del suo titolo di studi siriano, non può operare come medico ed è costretto a vivere di espedienti, trovando lavoro in un ristorante. Un giorno è costretto a fronteggiare una situazione di emergenza, che gli permetterà di dimostrare le sue conoscenze mediche e di entrare nello York Memorial Hospital di Toronto, con la condizione di ricominciare il suo percorso formativo come tirocinante.

## Episodi
| Stagione         | Episodi | Prima TV Canada | Prima TV Italia |
| ---------------- | ------- | --------------- | --------------- |
| Prima stagione   | 13      | 2020            | 2021            |
| Seconda stagione | 13      | 2022            | 2022            |
| Terza stagione   | 13      | 2022-2023       | 2024            |
| Quarta stagione  | 10      | 2023-2024       | 2025            |

## Produzione
Le riprese della prima stagione, scritta da Joseph Kay e composta da 13 episodi, iniziarono nel 2019 a Montréal; nel giugno 2020 è stata rinnovata per una seconda stagione, con le riprese iniziate nel febbraio 2021, sempre a Montréal. Nel febbraio 2022 la serie è stata rinnovata per una terza stagione. Nel marzo 2023 è stata rinnovata per una quarta stagione. Nel settembre seguente, Kay ha annunciato che la quarta stagione avrebbe concluso la serie.

## Distribuzione
Nel maggio 2020 NBC acquista i diritti per la trasmissione statunitense per la serie che ha debuttato il 1º settembre seguente.
Nel novembre 2020 Sky Witness ha acquisito i diritti per il Regno Unito dopo aver stretto un accordo con NBC Universal Global Distribution.
In Italia è stata trasmessa in prima visione su Sky Serie dal 27 settembre 2021 al 10 marzo 2025.